# 苏联镭研究所
苏联镭研究所是位于苏联列宁格勒的从事核物理、放射化学、地球化学的科研机构与生产单位。从事核动力工程、放射生态学、同位素生产。 现隶属于俄羅斯國家原子能公司。

## 历史
前身是俄罗斯科学院放射学实验室。1922年列宁亲自批准弗拉基米尔·伊万诺维奇·维尔纳茨基提出的，合并在彼得格勒所有的放射领域的企业、机构，成立苏联科学院镭研究所。包括一家位于邦久加（門捷列夫斯克）的化学工厂，维塔利·格里戈里耶维奇·赫洛平在这里第一次制成了苏联的高浓缩镭化合物。苏德战争期间，在亞伯拉罕·費多爾維奇·約費带领下疏散到喀山。二战胜利后，镭研究所在苏联原子弹计划中的高放射钚化学萃取等领域起了决定性作用。
1950年维塔利·格里戈里耶维奇·赫洛平去世后，镭研究所以赫洛平命名。
在乔治·伽莫夫建议下，1932年列夫·弗拉基米罗维奇·米索夫斯基在伊格爾·瓦西里耶維奇·庫爾恰托夫帮助下，在镭研究所建设了欧洲第一座回旋加速器，1937年投入运行。